# Fluide électrorhéologique
 (avril 2018).
Si vous disposez d'ouvrages ou d'articles de référence ou si vous connaissez des sites web de qualité traitant du thème abordé ici, merci de compléter l'article en donnant les références utiles à sa vérifiabilité et en les liant à la section « Notes et références ».
Un fluide électrorhéologique (fluide ER) est une suspension de particules conductrices dispersées dans un fluide isolant. La taille des particules peut varier de quelques nanomètres à plusieurs micromètres, avec une fraction volumique (rapport entre le volume des particules et le volume total) généralement de l’ordre de 20 % à 30 %. Découvert la première fois par W. M. Winslow en 1947, ce fluide présente des propriétés très intéressantes d'un point de vue tant scientifique que technologique. En fonction du champ électrique appliqué, les propriétés rhéologiques (viscosité, contrainte seuil…) d’un fluide ER sont considérablement modifiées. Cela permet d’obtenir même une « solidification » du fluide. Ce phénomène peut s’expliquer d’une façon macroscopique par la formation des fibres parallèles au champ par les particules. Ces fibres génèrent une liaison entre électrodes et augmentent donc la viscosité de fluide.
Le champ d’application de ce fluide est très prometteur car il existe plusieurs avantages. La réponse est rapide (quelques ms) et le phénomène est totalement réversible. Les fluides ER sont également considérés comme matériaux « intelligents » et consomment peu d’énergie. Plusieurs applications ont été proposées (embrayage automobile, amortisseur, contrôle actif des vibrations, actionneur…). Pourtant, la contrainte seuil habituelle de quelques kPa du fluide ER n’est pas suffisante pour de vraies applications industrielles. Une autre difficulté est sa stabilité (sédimentation, stabilité thermique, agrégation des particules…).
La caractéristique rhéologique d’un fluide ER est présentée par un rhéogramme donnant la variation de la contrainte de cisaillement en fonction de la vitesse de cisaillement. Le modèle de Bingham est souvent utilisé pour décrire un fluide ER idéal. 
Récemment, l’équipe de Weijia Weng (Institut Nanoscience de Hongkong) a réussi à développer une nouvelle génération de fluide ER avec une contrainte seuil dépassant 100 kPa (20 fois plus élevée que la contrainte seuil habituellement observée). Le phénomène découvert par les chercheurs chinois est appelé ainsi « Effet ER géant ».

## Champ d'application potentiel
Ce fluide possédant plusieurs avantages, de nombreuses applications ont été proposées.
Sa capacité de transformation de solide en liquide permet diverses fonctions de couplage de type embrayage automobile ou industriel.
Une autre application du fluide électrorhéologique dans l'industrie de l'automobile est l'amortisseur, notamment développée par la société Fludicon GmbH ainsi que des applications industrielles antivibratoires.
Sa faculté d’amortissement est également utilisé dans certaines prothèse (médecine)s munis de microprocesseurs permettant un contrôle plus poussé des mouvements.
Les autres applications envisagées sont actionneur, micro canal, valve et diverses applications en robotique.
Explications avec petit film sur l'effet dans un fluide électrorhéologique sur le site de la société Fludicon.

## Application
- Amortisseur magnéto-rhéologique Amortisseur